# Antonia Lottner
Antonia Lottner (Düsseldorf-Kaiserswerth, 13 de agosto de 1996) é uma tenista profissional alemã.

## Junior Grand Slam finais

### Simples
| Posição | Ano  | Campeonato    | Piso   | Oponente       | Placar   |
| ------- | ---- | ------------- | ------ | -------------- | -------- |
| Vice    | 2013 | Roland Garros | Saibro | Belinda Bencic | 1–6, 3–6 |